# 春夢 (韓國電影)
《春夢》，是一部2016年上映的韓國電影，由趙賢鎮製作、张律負責執導，韓藝璃、梁益準、朴庭凡、尹鐘彬等人主演。
該片被選為2016年釜山國際電影節的開幕影片，并入圍多個國際電影節獎項。

## 劇情簡介
益俊（梁益準 飾）是一個遊手好閒、在市場裏閒晃和到各家去說閒話的二流子；而庭凡（朴庭凡 飾）則是被人拖欠工資，並攆出工地的民工；鍾彬（尹鍾彬 飾）則是愣頭愣腦的房東家兒子，白白含了金湯匙出生。
這些男人都為了一個女人着迷，那就是需要照顧患病的父親而經營着「故鄉酒館」的藝璃（韓藝璃 飾）。
男人們把藝璃當成是唯一的夢想、唯一的綠洲，可是某天，女神的酒館裏卻出現了一個陌生的男人。

## 演員陣容

### 主要演員
- 韓藝璃 飾演 藝璃
- 梁益準 飾演 益準
- 尹鐘彬 飾演 鐘彬
- 朴庭凡（朝鲜语：박정범） 飾演 庭凡

### 其他人物
- 李珠英 飾演 珠英
- 李準東 飾演 藝璃父親
- 崔时亨 饰演 少年
- 白鉉真 飾演 攝影師
- 李华贞 饰演 记者

### 特別出演
- 申敏兒 飾演 敏兒
- 柳演錫 飾演 摩托車男子
- 金義聖 飾演 社長
- 金太勳 飾演 太勳
- 趙達煥 飾演 流氓1
- 姜山艾 飾演 算命先生

## 獲獎及提名列表
| 年份   | 颁奖礼                       | 獎項                   | 入围者   | 結果 |
| ------ | ---------------------------- | ---------------------- | -------- | ---- |
| 2016年 | 第8屆首爾國際建築電影節      | Urban Scape獎          | 《春夢》 | 提名 |
| 2016年 | 第47屆印度國際電影節         | Festival Callado Scope | 《春夢》 | 提名 |
| 2016年 | 第12屆濟州電影節             | 韓國電影的風景         | 《春夢》 | 提名 |
| 2017   | 第4屆野花電影賞              | 最佳女配角獎           | 李珠英   | 提名 |
| 2017   | 第4屆野花電影賞              | 電影導演獎             | 張律     | 提名 |
| 2017   | 第4屆野花電影賞              | 劇本獎                 | 張律     | 提名 |
| 2017   | 第12屆巴黎韓國電影節         | 特別獎                 | 張律     | 獲獎 |
| 2017   | 第12屆巴黎韓國電影節         | Paysage獎              | 張律     | 提名 |
| 2017   | 第16屆紐約亞洲電影節         | 韓國電影獎             | 《春夢》 | 提名 |
| 2017   | 第35屆慕尼黑國際電影節       | 國際indie Pendant部門  | 《春夢》 | 提名 |
| 2017   | 第64屆悉尼國際電影節         | 長篇電影獎             | 《春夢》 | 提名 |
| 2017   | 第27屆福岡國際電影節         | 亞洲電影獎             | 《春夢》 | 提名 |
| 2017   | 第15屆紐約韓國電影節         | 電影獎                 | 《春夢》 | 提名 |
| 2017   | 第46屆鹿特丹國際電影節       | VOICES                 | 《春夢》 | 提名 |
| 2017   | 第66屆墨爾本國際電影節       | 國際電影獎             | 《春夢》 | 提名 |
| 2017   | 第18屆釜山電影評論家協會大獎 | 審查委員會特別獎       | 張律     | 獲獎 |
| 2017   | 第18屆釜山電影評論家協會大獎 | 最佳女主角獎           | 韓藝璃   | 獲獎 |

## 外部連結
- NAVER上《春夢》的資料
- 韩国电影数据库（KMDb）上《春夢》的資料
- 互联网电影数据库（IMDb）上《春夢》的资料（英文）
- 豆瓣电影上《春夢》的資料 （简体中文）
- Box Office Mojo上《春夢》的资料（英文）
- 爛番茄上《春夢》的資料（英文）